# 4397 Jalopez
A 4397 Jalopez (ideiglenes jelöléssel 1981 JS1) a Naprendszer kisbolygóövében található aszteroida. Félix Aguilar Obszervatórium fedezte fel 1981. május 9-én.